# Skala Vela
Skala Vela je nenaseljeni otočić u hrvatskom dijelu Jadranskog mora.
Njegova površina iznosi 0,122 km². Dužina obalne crte iznosi 1,59 km.